# هوهانس پارونیان
هوهانس پارونیان (ارمنی: Հովհաննես Պարոնյան؛ زادهٔ ۲۱ آوریل ۱۸۷۸ - درگذشته اکتبر ۱۹۲۰) یک فدایی اهل ارمنستان بود .

## زندگی‌نامه
در ۲۱ آوریل ۱۸۷۸ در گوریس به دنیا آمد  وی در اکتبر ۱۹۲۰ در سن ۴۲ سالگی تیرباران شد .